# کشتی آتش‌نشانی

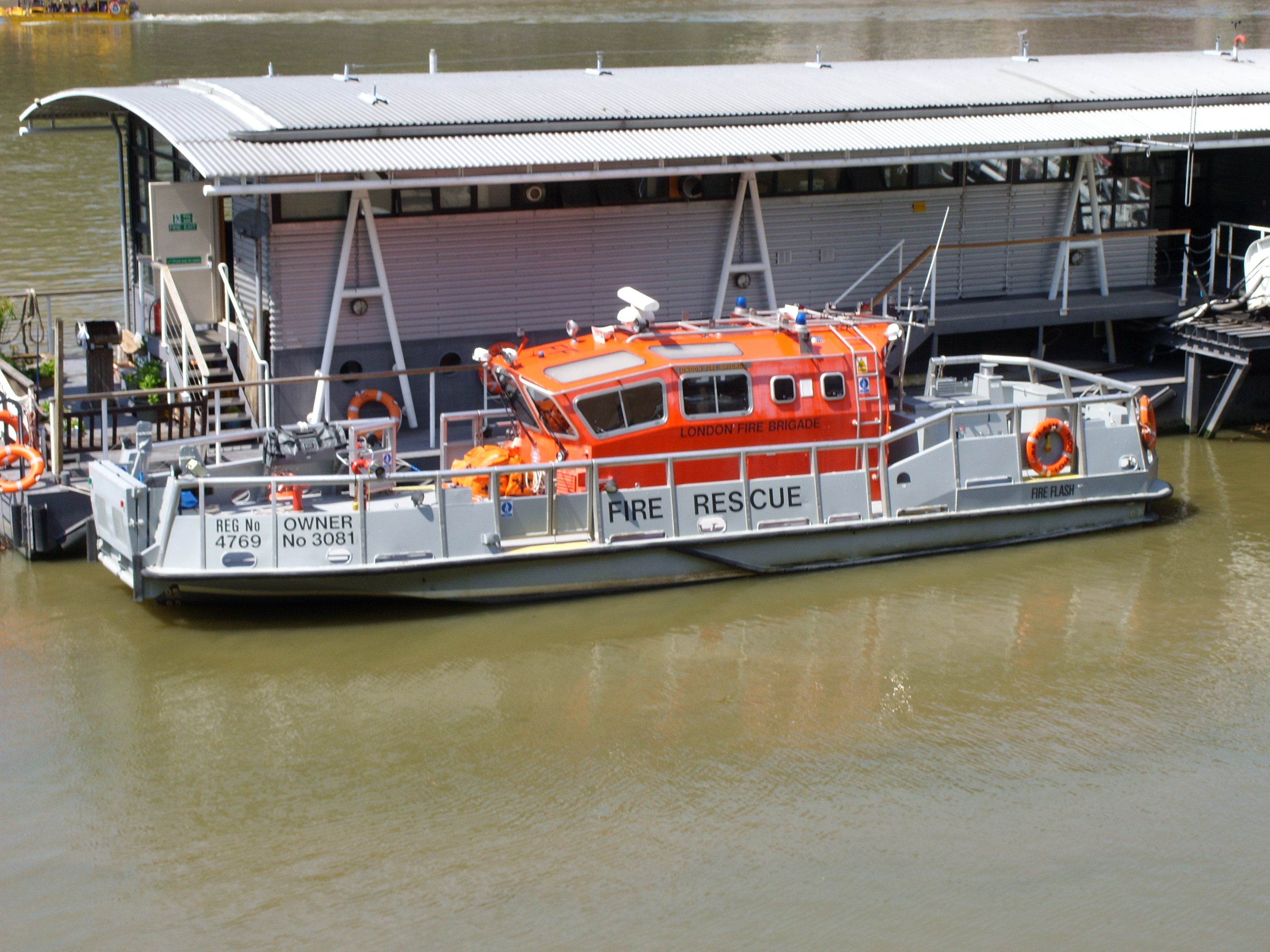
کشتی آتش‌نشانی لندن، رودخانه تیمز، لندن

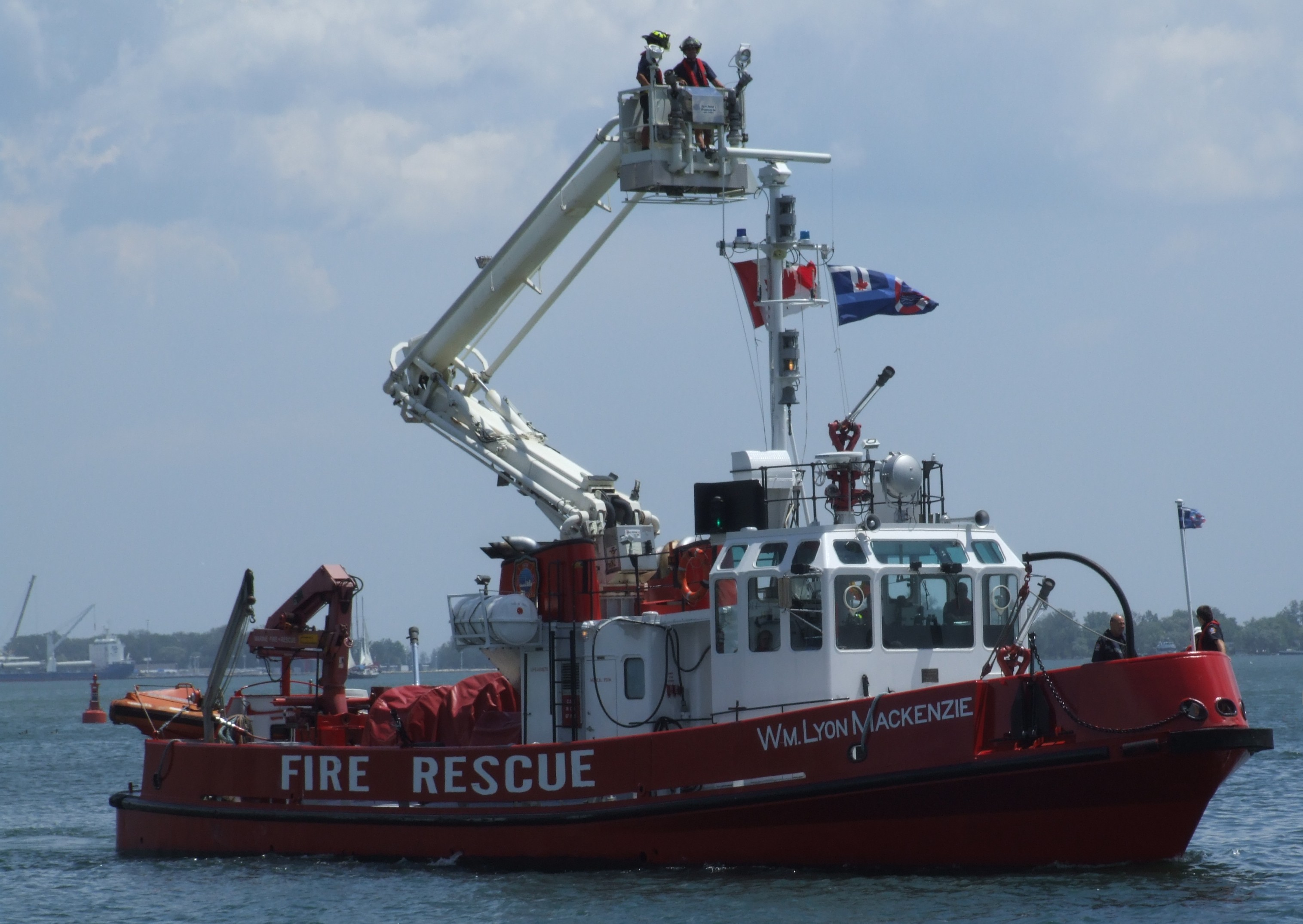
کشتی آتش‌نشانی سایز متوسط تورنتو کانادا

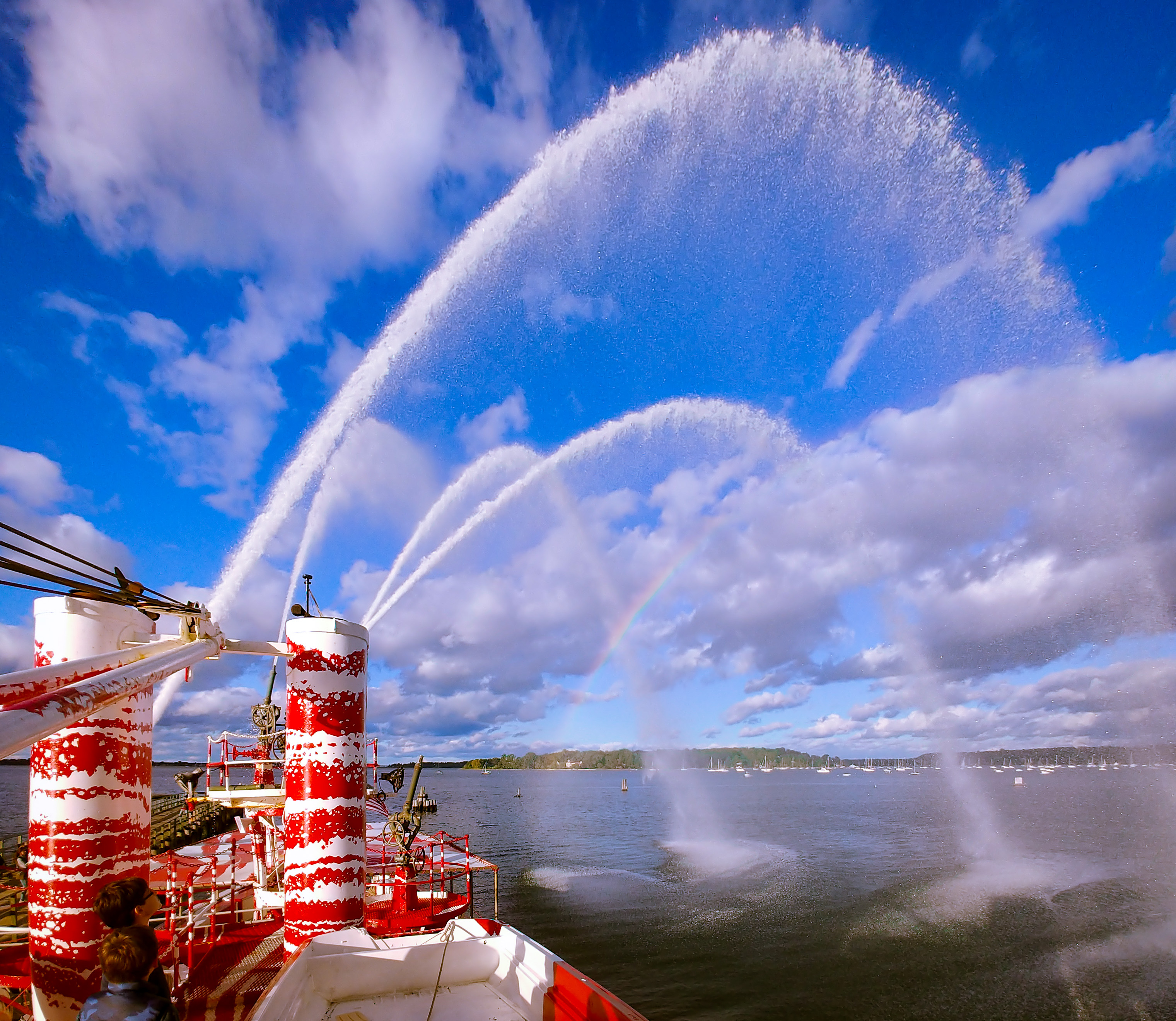
نمای قدرت پمپاژ آب هم‌زمان توسط کشتی آتش‌نشانی در خلیج صدف، نیویورک باعث رنگین کمان مصنوعی شده‌است

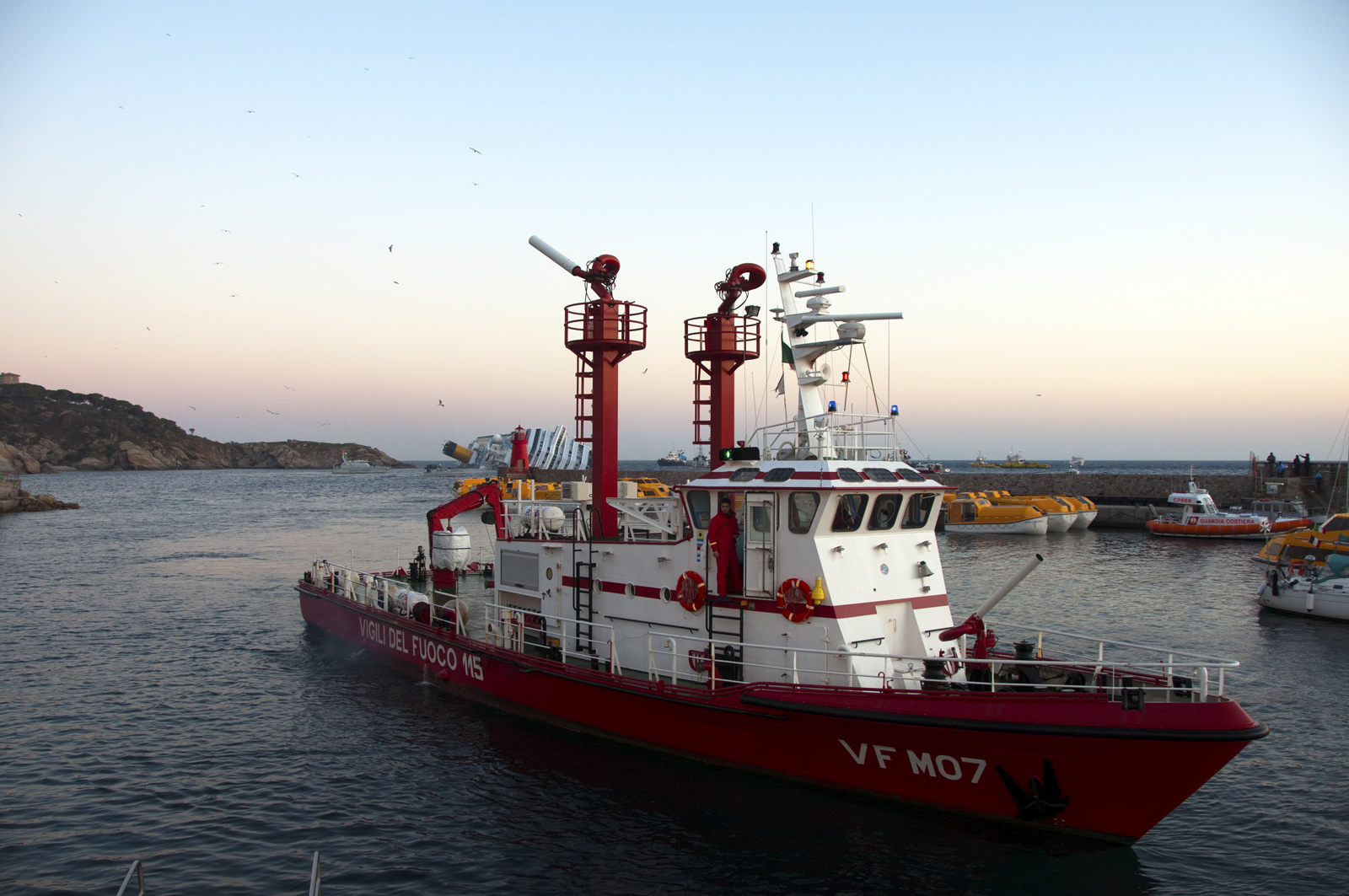
قایق آتش ایتالیایی اندازه متوسط

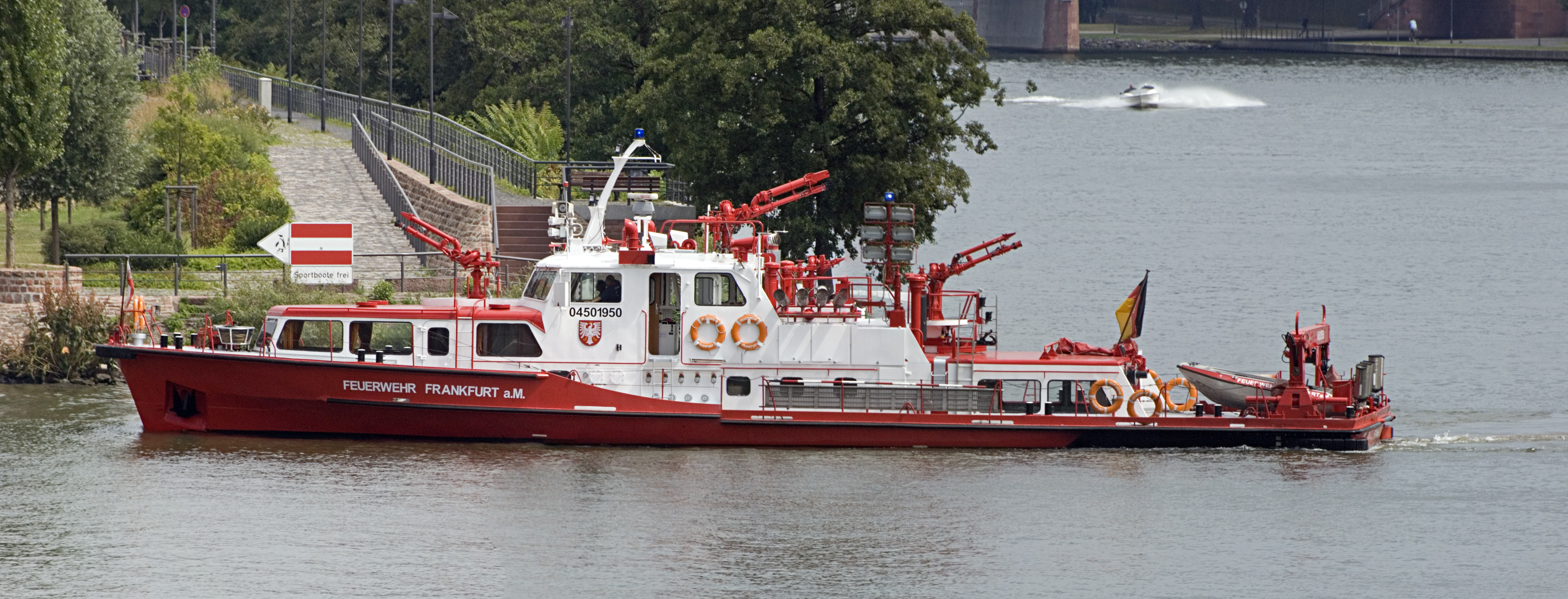
قایق آتش‌نشانی فرانکفورت آلمان

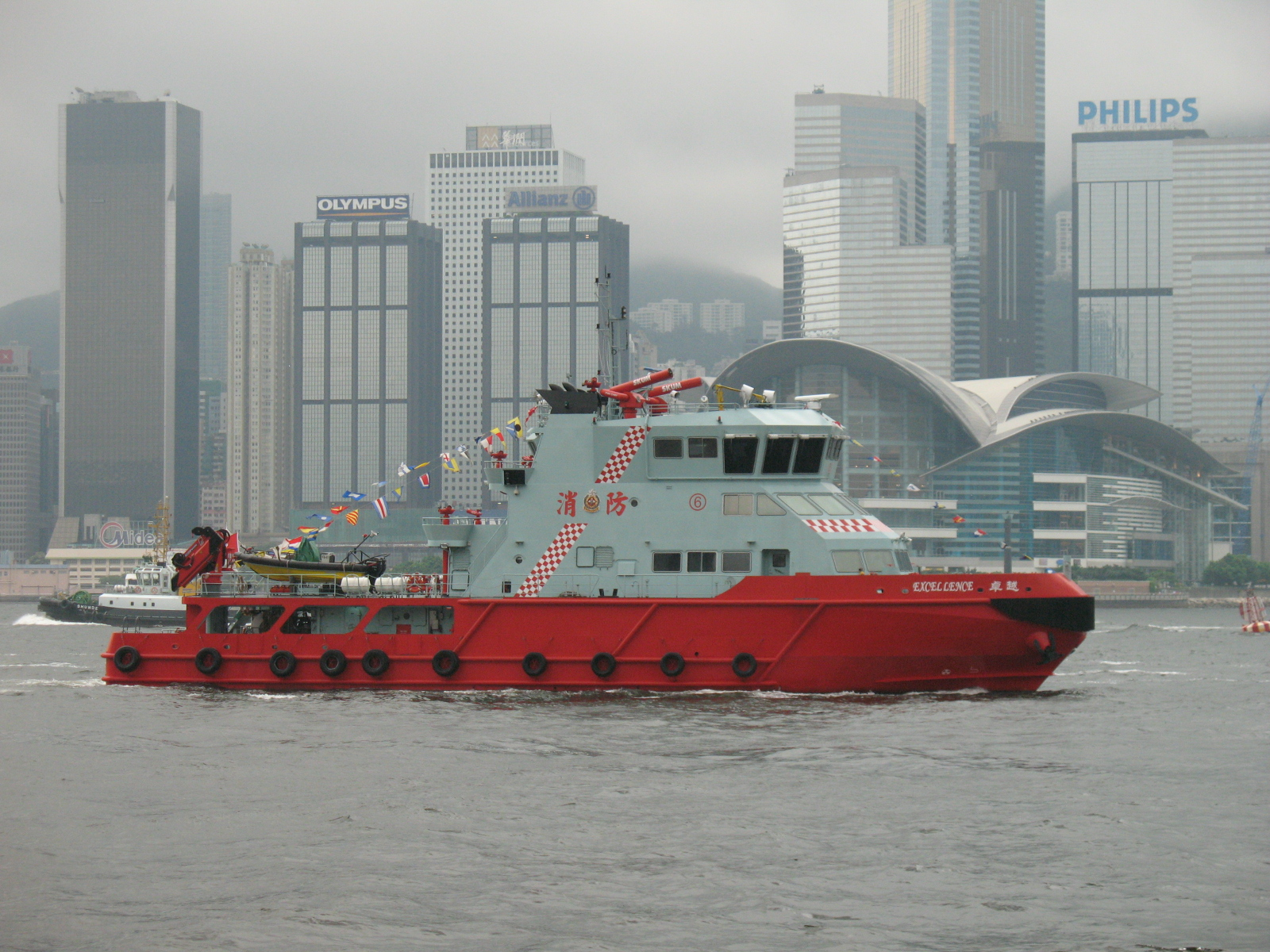
کشتی کهفز (HKFS) از بهترین‌ها در رده خود

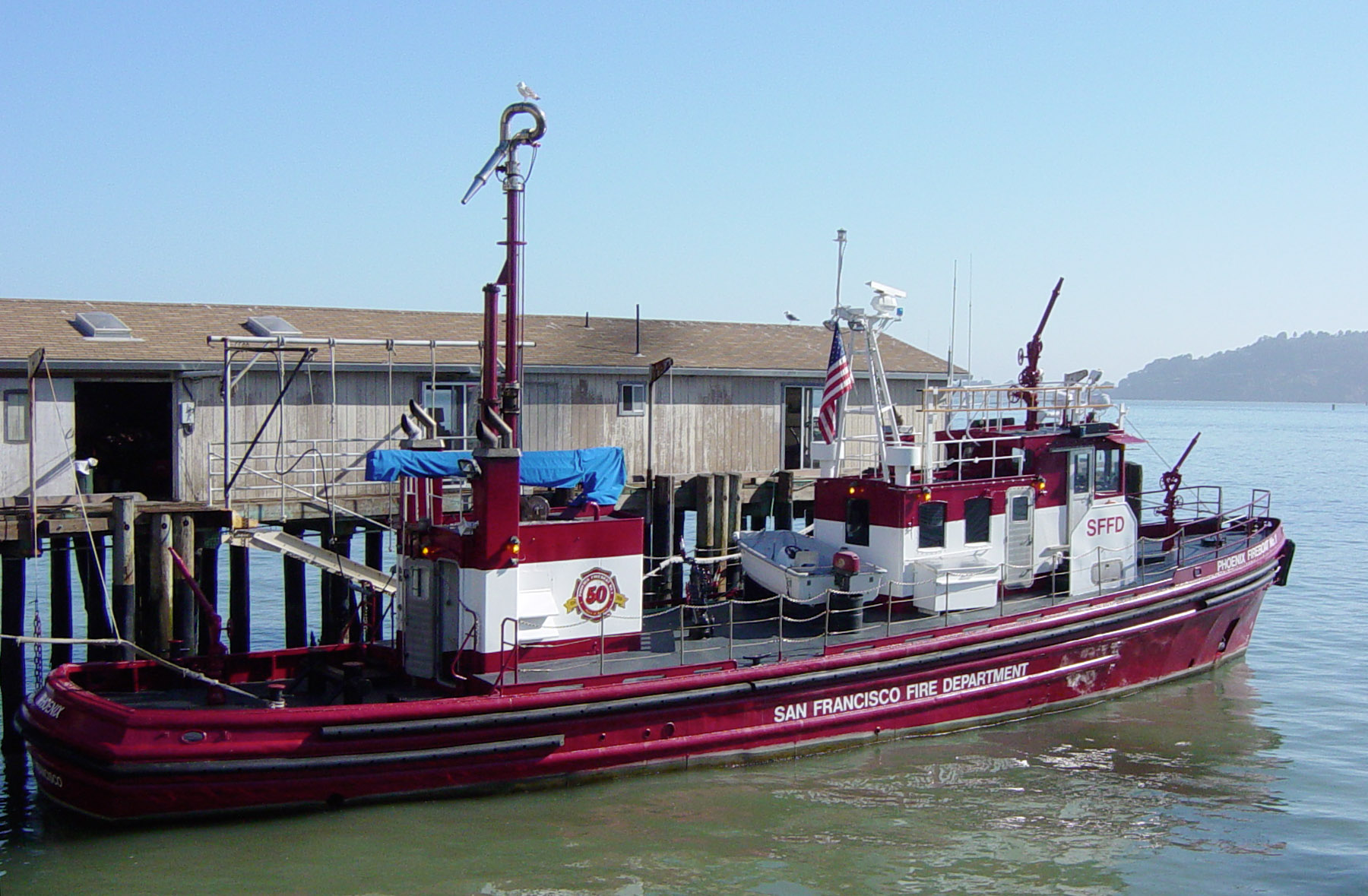
قایق قایق سانفرانسیسکو ققنوس

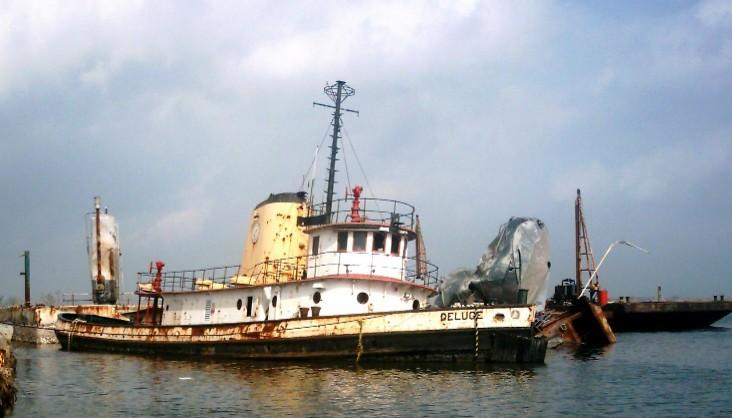
کشتی آتش‌نشانی قدیمی، بازنشسته

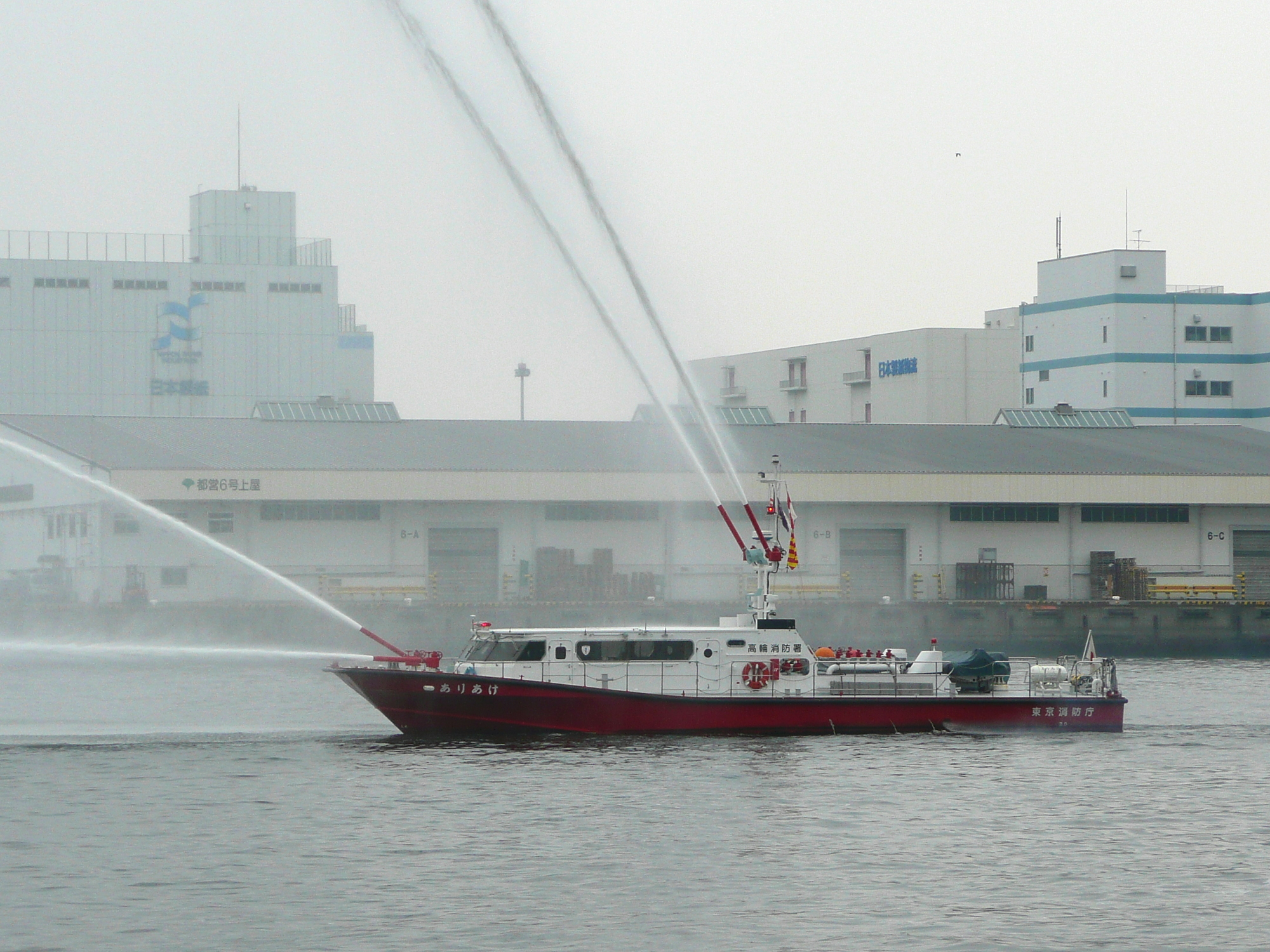
کشتی آتش‌نشانی سازمان آتش‌نشانی توکیو

قایق آتش‌نشانی یا  شناور آتشخوار (به انگلیسی: fireboat) یک کشتی مخصوص اطفاء حریق است که با کمک پمپ‌ها و نازل‌های آن به گونه‌ای طراحی شده که برای مبارزه با آتش‌سوزی ساحلی و کشتی مورد استفاده قرار گیرد. ساخت اولین قایق‌های آتش‌نشان، به اواخر قرن ۱۸ میلادی برمی‌گردند، این قایق‌ها موتوری بودند که با تجهیزات آتش‌نشانی تجهیز می‌شدند. امروزه بعضی از آنها در ظاهر به قایق‌های قدیمی و بعضی دیگر به کشتی‌های کاملاً مدرن شباهت دارند. بعضی به گونه‌ای طراحی می‌شوند که چند منظوره باشند و در عملیات‌های نجات و آتش‌نشانی و .. همزمان عمل نمایند.
از آنها غالباً برای اطفاء حریق در آتش‌سوزی در اسکلهها و انبارهای نزدیک ساحل و کشتی‌ها استفاده می‌شود، آنها می‌توانند به‌طور مستقیم به از سمت دریا یا رودخانه به آتش حمله کنند. همچنین یک منبع آب نامحدود در دسترس دارند که مستقیم از زیر کشتی پمپ می‌شود. از قایق‌های آتش می‌توان برای پشتیبانی آتش نشانان مستقر در ساحل استفاده کرد بخصوص هنگامی که آب در دسترس نیست، به عنوان مثال به دلیل خراب شدن خطوط انتقال آب بر اثر زلزله، همان‌طور که در زمین‌لرزه ۱۹۸۹ لوما پریتا سانفرانسیسکو اتفاق افتاد.
برخی از کشتی‌های مدرن قادر به پمپاژ ده‌ها هزار گالن آب در دقیقه هستند. به عنوان نمونه می‌توان به قایق آتش‌نشانی شماره ۲ سازمان آتش‌نشانی لس آنجلس، بنام وارنر ال لارنس که قابلیت پمپ کردن ۳۸٬۰۰۰ گالون آمریکایی بر دقیقه (۲٫۴ متر مکعب بر ثانیه؛ ۳۲٬۰۰۰ گالون بریتانیایی بر دقیقه) و تا ارتفاع ۴۰۰ فوت (۱۲۲ متر) در هوا اشاره نمود.
قایق‌های آتش‌نشانی معمولاً هنگام استقبال از ناوگان یا کشتی‌های تاریخی با قابلیت‌های شلیک آب خود و ایجاد قوس‌های بزرگی از آب از هر جهت نمایشی برای عموم اجرا می‌کنند.
گهگاهی از قایق‌های آتش‌نشانی برای حمل آتش نشانان، تکنسین فوریت‌های پزشکی و پزشک با تجهیزات خود به جزایر و قایق‌های درگیر مشکل استفاده می‌شود. بعضی از آنها ممکن است به دارای تکنولوژی یخ‌شکن (کشتی) باشند، مانند کشتی ویکتور ال اشلاگر (Victor L. Schlaeger) متعلق به سازمان آتش‌نشانی شیکاگو که می‌تواند یخ‌هایی با ارتفاع ۲۰ تا ۳۰ سانتی‌متر را بشکند. همچنین ممکن است غواصان یا امدادگران را در کادر خود داشته باشند. مسافران از کشتی‌های در معرض خطر نیز می‌توانند به روش‌های مختلف به این کشتی‌ها منتقل شوند. گاهی از این قایق‌ها می‌توان برای جمع‌آوری نفت و مواد شیمیایی در رودخانه‌ها، دریاچه‌ها و دریاها استفاده کرد. به عنوان مثال، گروه امداد و نجات هلسینکی کشور فنلاند قایق‌های چند منظوره برای آتش‌نشانی، نجات و جمع‌آوری نفت و روغن در اختیار دارد.
همچنین هیدروکوپتر، قایق بادی سخت‌تنه، قایق موتور پنکه‌ای و حتی هواناو و هلیکوپتر در آتش‌نشانی، نجات و اورژانس پزشکی همزمان استفاده می‌شود.

## تاریخچه
اولین شناور آتش‌نشانی ساخته شده در سال ۱۷۶۵ ثبت شده‌است که برای شرکت بیمه آتش‌سوزی سان در لندن ساخته شد. این شناور آتش‌نشانی شامل یک پمپ دستی در یک قایق کوچک بود که توسط خدمه آن در صحنه آتش فعال می‌شد. یک شناور مشابه در دهه ۱۷۸۰ توسط جیمز هیل هاوس برای دفتر بیمه آتش‌سوزی امپریال در بریستول ساخته شد. در آن زمان کلیه عملیات آتش‌نشانی در بریستول یا توسط شرکت‌های بیمه خصوصی یا شرکت داکس تا زمان تشکیل سازمان آتش‌نشانی بریستول به عنوان شعبه زیر مجموعه پلیس این شهر در سال ۱۸۷۶ انجام می‌شد. در شهر نیویورک، از یک قایق کوچک با یک پمپ دستی برای مبارزه با آتش‌سوزی دریایی از اوایل سال ۱۸۰۹ استفاده می‌شد. در اواسط قرن نوزدهم، شناورهای بخار آتش‌نشانی راه خود را به دنیای آتش‌نشانی باز کردند. سازمان آتش‌نشانی نیویورک سیتی یدک‌کش نجات جان فولر را به عنوان اولین قایق موتوری آتش‌نشانی این شهر در سال ۱۸۶۶ اجاره نمود. تا پیش از «جان فولر»، تا اواخر دهه ۱۷۰۰، سازمان آتش‌نشانی نیویورک سیتی از پمپ‌های دستی استفاده می‌کرد که روی قایق‌های بزرگ سوار شده بودند. اولین قایق‌های بخار توسط سازمان آتش‌نشانی بوستون (ویلیام اف. فلاندر) و سازمان آتش‌نشانی نیویورک سیتی (ویلیام اف. هاونمایر) به ترتیب در سال‌های ۱۸۷۳ و ۱۸۷۵ ساخته شدند. اولین قایق آتش‌نشانی اروپایی، در بریستول با نام آتش ملکه به کار گرفته شد که توسط شرکت و شاند ماسون لندن در سال ۱۸۸۴ برای ارائه خدمات در اسکله‌های شهر ساخته شد. طول آن ۱۶٫۶۱ متر بود که با پمپ بخار سه سیلندر مجهز شده و دارای دو حلقه شیلنگ بزرگ بود. یکی شیلنگ‌ها در سال ۱۹۰۰ با مانیتور یا توپ آب‌پاش جایگزین شد. آتش ملکه تا سال ۱۹۲۲ خدمت کرد.

## لیست قایق‌های معروف
قایق‌های آتش ۸۵ - منطقه حفاظت از آتش در کانترا کاستا (کالیفرنیا). واقع در گردان هشتم، مارینا پیتسبورگ.
- آبرام اس. هویت (Abram S. Hewitt) - سازمان آتش‌نشانی نیویورک سیتی (۱۹۵۳–۱۹۸۳) (بازنشسته و رها در اسکاپیارد دریایی ویت در راسویل، جزیره استاتن).[۵]
- کشتی آتش‌نشانی و مخزنی دلوگ (Deluge) (نیواورلئان) (بازنشسته)
- دومیش (Duwamish) - (سیاتل) ۱۹۰۹ (بازنشسته)
- ادوارد م. کاتر (Edward M. Cotter) - کشتی آتش‌نشان / یخ‌شکن (بوفالو، نیویورک) (فعال) قدیمی‌ترین قایق فعال.
- قایق موتوری تاکوما شماره یک (Tacoma Fireboat # 1) - (تاکوما، واشینگتن) (بازنشسته)
- آتش‌نشان - (شهر نیویورک) ۱۹۳۸
- جنگنده با آتش ۲ (Fire Fighter II) - سازمان آتش‌نشانی نیویورک سیتی (شهر نیویورک) (۲۰۱۰) بزرگترین کشتی آتش‌نشانی ایالات متحده (فعال)
- فرماندار ایروین - کشتی آتش‌نشانی و مخزنی (سانفرانسیسکو) (۱۹۰۹–۱۸۷۸) آتش‌سوزی در ۱۹۰۶ در زلزله و آتش‌سوزی سانفرانسیسکو شرکت کرد. (بازنشسته و کنار گذاشته شده)[۶][۷]
- فرماندار مارکام - کشتی آتش‌نشانی و مخزنی(سانفرانسیسکو) در زمین‌لرزه ۱۹۰۶ سان فرانسیسکو شرکت کرد. (بازنشسته و کنار گذاشته شده)[۸]
- هوگا - نیروی دریایی ایالات متحده - آتش‌نشانی / موزهای (حمله به پرل هاربر) و شهر اوکلند ۱۹۴۰–۱۹۹۶ (بازنشسته)
- جان فولر - یدک‌کش نجات بخار نیویورک سیتی- سال ۱۸۶۶ دارای پمپ و شیلنگ 2000GPM بود. اولین قایق آتش‌نشان مدرن بوده‌است.[۴]
- جان کندال - (دیترویت) - قایق آتش‌نشانی با موتور بخار رای کار در رودخانه دیترویت ۱۹۳۰–۱۹۷۶. (بازنشسته)
- جان جی هاروی - (شهر نیویورک) (۱۹۳۱–۱۹۵۹) (بازگرداندن موقت ۹/۱۱/۲۰۰۱) (بازنشسته) (موزه کشتی)
- مسی شاو - (لندن، انگلیس) خدمت در سازمان آتش‌نشانی لندن. کشتی دانکرک در عملیات تخلیه دانکرک حضور داشت. (بازنشسته)
- ققنوس - (سان فرانسیسکو) (فعال)
- پیرنگ - در موزه راه‌آهن و موزه صنعتی بریستول بندرگاه (بریستول، انگلیس) (بازنشسته)
- رالف جی اسکات - (لس آنجلس) (بازنشسته)
- سر الکساندر گرانتام - (هنگ کنگ) (بازنشسته)
- سنت مونگو (قایق) - گلاسگو / استراکلید (بازنشسته)
- سیصد و چهل و سه - سازمان آتش‌نشانی نیویورک سیتی (شهر نیویورک) (۲۰۰۹) بزرگترین کشتی بخار کشور، دوقلوی قایق آتش‌نشانی ۲. (فعال)
- توماس دی آلاساندرو (قایق) - بالتیمور (۱۹۵۶–۲۰۱۶) (بازنشسته)
- وارنر لارنس - لس آنجلس (فعال)
- ویلیام اف. فلاندرز - (بوستون) ۱۸۷۳
- ویلیام اف. هاونمایر - (نیویورک سیتی) ۱۸۷۵–۱۹۰۱ (بازنشسته)
- ویلیام لیون مکنزی - (تورنتو ، انتاریو، کانادا) (فعال)
- ویلیام ا. پرنده دوم - سازمان آتش‌نشانی (سندوسکی، اوهایو) (فعال)
- کشتی آتش‌نشانی موتور بخار یواس‌اس اکتیو (۱۸۸۸) - نیروی دریایی ایالات متحده - کشتی آتش‌نشانی / مخزنی (۱۸۸۸–۱۹۴۵) در زمین‌لرزه ۱۹۰۶ سان فرانسیسکو شرکت کرد. (بازنشسته و کنار گذاشته شده)[۹]
- یواس‌اس ذخیره (Fortune) - نیروی دریایی ایالات متحده - کشتی آتش‌نشانی / مخزنی (۱۸۲۲–۱۹۶۵) در زمین‌لرزه ۱۹۰۶ سان فرانسیسکو شرکت کرد. (بازنشسته و کنار گذاشته شده)[۱۰]
- یواس‌اس لسلی (Leslie) - نیروی دریایی ایالات متحده - کشتی آتش‌نشانی / مخزنی (۱۸۶۱) در زمین‌لرزه ۱۹۰۶ سان فرانسیسکو شرکت کرد. (بازنشسته و کنار گذاشته شده)

## دولت و ارتش با قایق‌های آتش

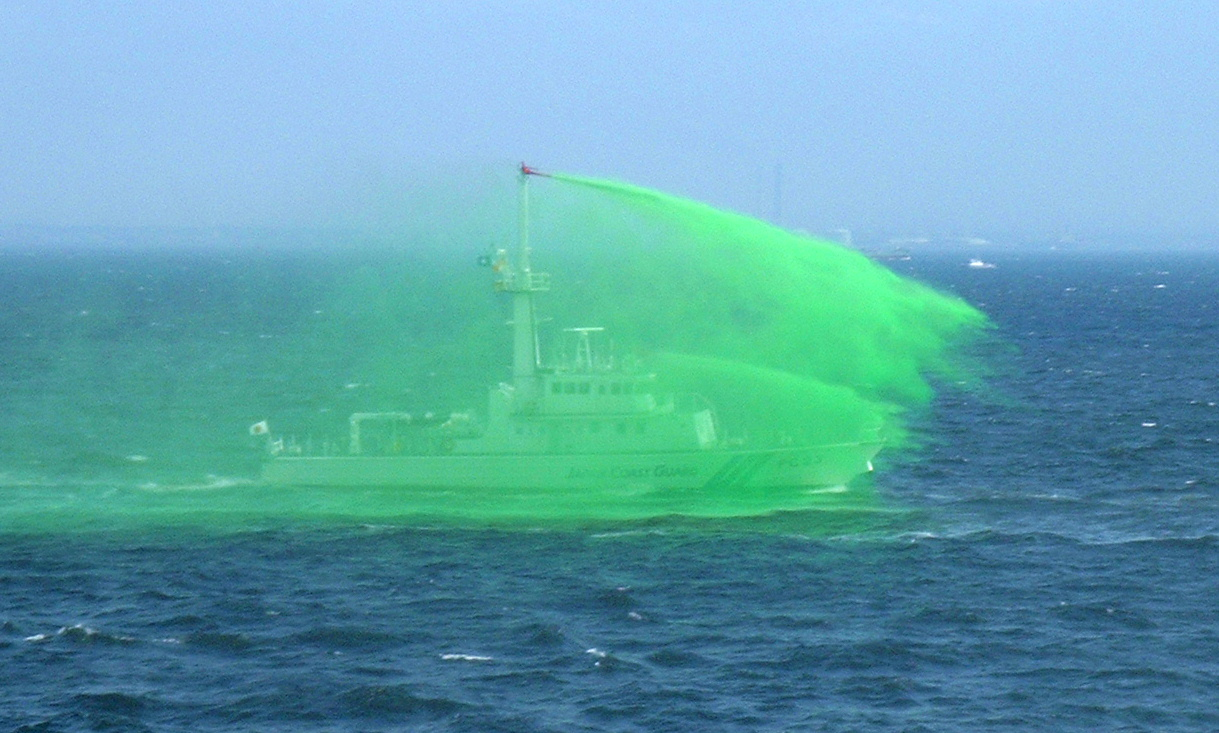
قایق گشت گارد ساحلی ژاپن با تخلیه توپ‌های آب

- گارد ساحلی ژاپن - ۹؛ ۲۳۰ قایق گشتی با توپ‌های آب یا سیستم‌های پشتیبانی آتش‌نشانی
- گارد ساحلی ایالات متحده
- ناوگان آتش‌نشانی نیروی دریایی کانادا (۲):
  - سی‌اف‌ای‌وی فایربرد (وای‌تی‌آر ۵۶۱)
  - سی‌اف‌ای‌وی فایربرند (وای‌تی‌آر ۵۶۲)